# Канкрин, Франц Людвиг
Франц-Лю́двиг Канкри́н (или Франц Ива́нович; нем. Franz Ludwig von Cancrin; 1738—1816) — учёный-техник, минералог и металлург, отец графа Егора Канкрина.

## Биография
Был видным деятелем своего времени, являлся камеральным советником гессенского, затем бранденбург-аншпахского, двора, построил Вильгельмсбад. Резкий и суровый нрав повредил его дальнейшей карьере при германских дворах.
В 1783 году был приглашён в Россию графом П. А. Румянцевым-Задунайским. Русское правительство предложило ему очень большое жалование по тем временам. С 1783 по 1813 был с перерывами директором Старорусского соляного завода, затем членом Горного совета.
В 1788 году для лечения и научных работ вернулся на родину, но жалование в России за ним было сохранено. Через восемь лет, в 1796 году он окончательно переселился в Россию.
Оставил много трудов по своей специальности, но особенно известен своими «Grundzüge der Berg- und Salzwerkskunde» (12 т., Франкфурт-на-Майне, 1773—1791), составленными по поручению русского правительства и переведёнными на русский язык Н. Рожечниковым, А. Мартовым, Н. Бусырским и другими под заглавием: «Первые основания искусства горных и соляных производств» (17 ч., СПб., 1785—1891). К России имеют отношение также следующие его труды: «Bewährte Anweisung Schornsteine feuerfest zu bauen, wie auch Stubenöfen nach russ. Art zu verbessern» (Лейпц., 1797; 2 изд. Марбург, 1799); «Vollständige Abhandlung von den Oefen und Kaminen im Russischen Reiche» (Гисс., 1805, и Марбург, 1811).
Отец Егора Францевича Канкрина — министра финансов России в 1823—1844 годах, дед Александра Егоровича Канкрина и Валериана Егоровича Канкрина.

## Произведения
- Praktische Abhandlung von der Zubereitung der Kupfererze, Франкфурт-на-Майне, 1765
- Beschreibung der vorzüglichsten Bergwerke in Hessen, in dem Waldekkischen, an dem Haarz, in dem Mansfeldischen, in Chursachsen, und in dem Saalfeldischen. (1767)
- Erste Begriffe der unterirdischen Erdbeschreibung, Франкфурт-на-Майне, 1773
- Gründliche Anleitung zur Schmelzkunst und Metallurgie, 1784
- Stoische Sentenzen, Moralen und politische Einfälle etc., 1785
- Geschichte und systematische Beschreibung der in der Grafschaf Hanau Muenzenberg, in dem Amte Bieber und anderen Aemtern dieser Grafschaft benachbarten Laendern gelegenen Bergwerke. 1787.
- Grundzüge der Berg- und Salzwerkskunde. 12 т. Франкфурт-на-Майне 1778—1791. (Том 5)
- A. Bayer’s Bergstaatslehre, 1790.
- Von der Zubereitung des Roheisens zu Schmiedeeisen, 1790.
- Grundlehre der bürgerlichen Baukunst, 1790.
- Abhandlung von der Anlage, dem vorteilhaftesten Bau und der Unterhaltung der Rohrbrunnen, Франкфурт-на-Майне, 1791
- Einzelne Bauschriften, 2 т., 1791—1792.
- Abhandlung von der vorteilhaften Grabung, der guten Fassung und dem rechten Gebrauch der süsen Brunnen, um reines und gesundes Wasser zu bekommen, Гиссен 1792
- Abhandlung von der Bauung und Verwaltung der Höfe und Vorwerke, Гиссен, 1792.
- Anleitung zu einer künstlichen und zwekmäßigen Wiesenwässerung mit Quell- Weg- Dorf- Stadt- Fluß- gesamletem Regen- und Seewasser: Mit einer Kupfertafel, Варбург, 1796.
- Bewährte Anweisung Schornsteine feuerfest zu bauen, wie auch Stubenöfen nach russischer Art zu verbessern, Лейпциг 1797.
- Rechtliches Bedenken über die Regalität der Steinbrüche, Рига, 1797.
- Abhandlungen von dem Wasserrechte, sowohl dem natürlichen, als positiven, vornehmlich aber dem deutschen, Галле, 1789—1800.
- Wie man das beste Eisen erhalten kann, 1800.
- Vollständige Abhandlung von dem Theerbrennen in einem neuen mehr vollkommenen Theerofen worin man mit Scheidholz, Reisbunden, Torf und Stein kohlen feuern kann. Гиссен 1805.
- Церковь в крепости Фридберг. Фридберг (Гессен), 1808 год